# Лященко, Пётр Иванович
Пётр Ива́нович Ля́щенко (1875—1955) — русский и советский экономист, профессор, декан юридического факультета и ректор Императорского Томского университета. Автор работ в области экономики сельского хозяйства, истории народного хозяйства России и СССР. Член-корреспондент АН СССР (1943), академик АН УССР (12.2.1945).

## Биография
Родился 10 (22) октября 1875 года в Саратове.
В 1894 году окончил 1-ю Саратовскую классическую гимназию. Затем окончил с отличием физико-математический факультет (1899) и экономическое отделение юридического факультета (1900) Санкт-Петербургского университета. В 1900—1901 годах стажировался в Лейпциге — в университете и сельскохозяйственном институте.
В 1903—1908 годах — приват-доцент Санкт-Петербургского университета. Читал лекции по политической экономии, аграрным проблемам и статистике на юридическом факультете (1908, 1910—1913). В 1910 году работал в Юрьевском университете. В 1913—1917 профессор Императорского Томского университета (кафедра политической экономии), в 1914—1917 годах декан юрфака. В 1914 году в Императорском Харьковском университете защитил диссертацию на степень магистра сельского хозяйства «Очерки аграрной эволюции в России», где проследил пути проникновения торгового капитала в сельское хозяйство, условия образования рынка в деревне конца XIX — начала XX в. В июне 1916 исполнял обязанности ректора Императорского Томского университета. В результате конфликта с частью факультетской профессуры в мае 1917 года перевёлся в Варшавский (Донской) университет.
После Октябрьской революции на научной и педагогической работе в Ростове-на-Дону (профессор университета, в 1918—1922 годах ректор Донского института народного хозяйства), Москве (Институт красной профессуры, МГУ, Институт экономики АН СССР), Киеве (старший научный сотрудник Института экономики АН УССР).
В 1922—1926 гг. работал в Наркомземе, в различных научных учреждениях, был членом редколлегий аграрных журналов. Создал капитальные труды по истории народного хозяйства России и СССР, где большое внимание уделил аграрной проблематике.
В институте экономики АН УССР на базе личной библиотеки П. И. Лященко был создан научный кабинет его имени.
Умер 24 июля 1955 года. Похоронен на Ваганьковском кладбище (22 уч.).

## Награды и премии
- заслуженный деятель науки РСФСР (6.1.1943)
- Сталинская премия первой степени (1949) — за научный труд «История народного хозяйства СССР» Т. I—II (1948); том III «Социализм» издан посмертно
- орден Трудового Красного Знамени (16.12.1946)
- орден «Знак Почёта»
- медали

## Основные работы
- Очерки аграрной эволюции России. Т. 1. — СПб., 1908. — 453 с.
- Последний секретный комитет по крестьянскому делу. 3 января 1857 г. — 16 февраля 1858 г. — СПб., 1911. — 58 с.
- Хлебная торговля на внутренних рынках Европейской России. — СПб., 1912.
- Крестьянское дело и пореформенная землеустроительная политика. Ч.2. Регулирование крестьянского землевладения. — Томск, 1917. — 146 с.
- История экономических учений / Изд. 3-е, доп. — Л. : Прибой, 1926. — 332 с.
- История русского народного хозяйства. 2-е изд. — М.—Л., 1930.
- История народного хозяйства СССР, 4-е изд., т. 1-3. — М., 1956.

## Семья
Женился 7 февраля 1910 года на шведской подданной Брониславе-Антонине-Каролине Марцельевне Клевер; 11 декабря у них родилась дочь Ирина. 